# Pseudanchomenus aptinoides
Pseudanchomenus aptinoides é uma espécie de insetos coleópteros pertencente à família Carabidae.
A autoridade científica da espécie é Tarnier, tendo sido descrita no ano de 1860.
Trata-se de uma espécie presente no território português.